# Vilhelm Schaldemose
Vilhelm Schaldemose, född den 18 november 1866 i Köpenhamn, död där den 4 december 1933, var en dansk kirurg.
Schaldemose, som blev candidatus medicinæ 1890, gjorde den sedvanliga sjukhusstjänsten, var reservläkare vid Diakonissestiftelsen och vid Frederiks Hospital (1898–1902), reste utomlands 1902–1903 och var prosector chirurgiæ 1903–1906, doctor medicinæ 1904 (Om Blærepapillomerne). Efter konkurrens blev han docent i kirurgi i november 1906, extra ordinarie professor 1908 och ordinarie professor i november 1913. Överkirurg vid Frederiks Hospital hade han varit från november 1906. När Schaldemose åtnjöt högt anseende som kirurg berodde det inte endast på, att han var en förträfflig benkirurg, men också på, att han i fråga om strumaoperationer var för Danmark, vad Kocher var för Schweiz, och att han tillsammans med professor Viggo Christiansen gjorde diagnosen och behandlingen på operativ väg av hjärntumörerna betydligt säkrare än den tidigare hade varit, så att resultaten, som bland annat framlades i Paris, var av en dittills okänd kvalitet och överallt väckte det största uppseende. Schaldemose utgav 1925 De oblitererende Operationsmetoder.